# Villafans
Ne doit pas être confondu avec Vuillafans.
Villafans est une commune française située dans le département de la Haute-Saône, la région culturelle et historique de Franche-Comté et la région administrative Bourgogne-Franche-Comté.
La commune connait une exploitation charbonnière par trois puits de mines entre 1871 et 1900.

## Géographie
Le territoire communal repose sur le bassin houiller keupérien de Haute-Saône.

### Climat
Pour des articles plus généraux, voir Climat de la Bourgogne-Franche-Comté et Climat de la Haute-Saône.
En 2010, le climat de la commune est de type climat de montagne, selon une étude du Centre national de la recherche scientifique s'appuyant sur une série de données couvrant la période 1971-2000. En 2020, Météo-France publie une typologie des climats de la France métropolitaine dans laquelle la commune est exposée à un climat semi-continental et est dans la région climatique  Lorraine, plateau de Langres, Morvan, caractérisée par un hiver rude (1,5 °C), des vents modérés et des brouillards fréquents en automne et hiver. 
Pour la période 1971-2000, la température annuelle moyenne est de 10,1 °C, avec une amplitude thermique annuelle de 17,4 °C. Le cumul annuel moyen de précipitations est de 1 095 mm, avec 13,5 jours de précipitations en janvier et 10 jours en juillet. Pour la période 1991-2020, la température moyenne annuelle observée sur la station météorologique de Météo-France la plus proche, « Villersexel Sa », sur la commune de Villersexel à 4 km à vol d'oiseau, est de 10,8 °C et le cumul annuel moyen de précipitations est de 1 037,9 mm. 
La température maximale relevée sur cette station est de 38,4 °C, atteinte le 8 août 2003 ; la température minimale est de −19,4 °C, atteinte le 20 décembre 2009,,. 
Les paramètres climatiques de la commune ont été estimés pour le milieu du siècle (2041-2070) selon différents scénarios d'émission de gaz à effet de serre à partir des nouvelles projections climatiques de référence DRIAS-2020. Ils sont consultables sur un site dédié publié par Météo-France en novembre 2022.

## Urbanisme

### Typologie
Au 1er janvier 2024, Villafans est catégorisée commune rurale à habitat dispersé, selon la nouvelle grille communale de densité à sept niveaux définie par l'Insee en 2022.
Elle est située hors unité urbaine. Par ailleurs la commune fait partie de l'aire d'attraction de Montbéliard, dont elle est une commune de la couronne,. Cette aire, qui regroupe 137 communes, est catégorisée dans les aires de 50 000 à moins de 200 000 habitants,.

### Occupation des sols
L'occupation des sols de la commune, telle qu'elle ressort de la base de données européenne d’occupation biophysique des sols Corine Land Cover (CLC), est marquée par l'importance des territoires agricoles (65,8 % en 2018), une proportion identique à celle de 1990 (65,8 %). La répartition détaillée en 2018 est la suivante : 
forêts (28,7 %), prairies (28 %), zones agricoles hétérogènes (23,9 %), terres arables (13,9 %), zones urbanisées (5,5 %). L'évolution de l’occupation des sols de la commune et de ses infrastructures peut être observée sur les différentes représentations cartographiques du territoire : la carte de Cassini (XVIIIe siècle), la carte d'état-major (1820-1866) et les cartes ou photos aériennes de l'IGN pour la période actuelle (1950 à aujourd'hui).

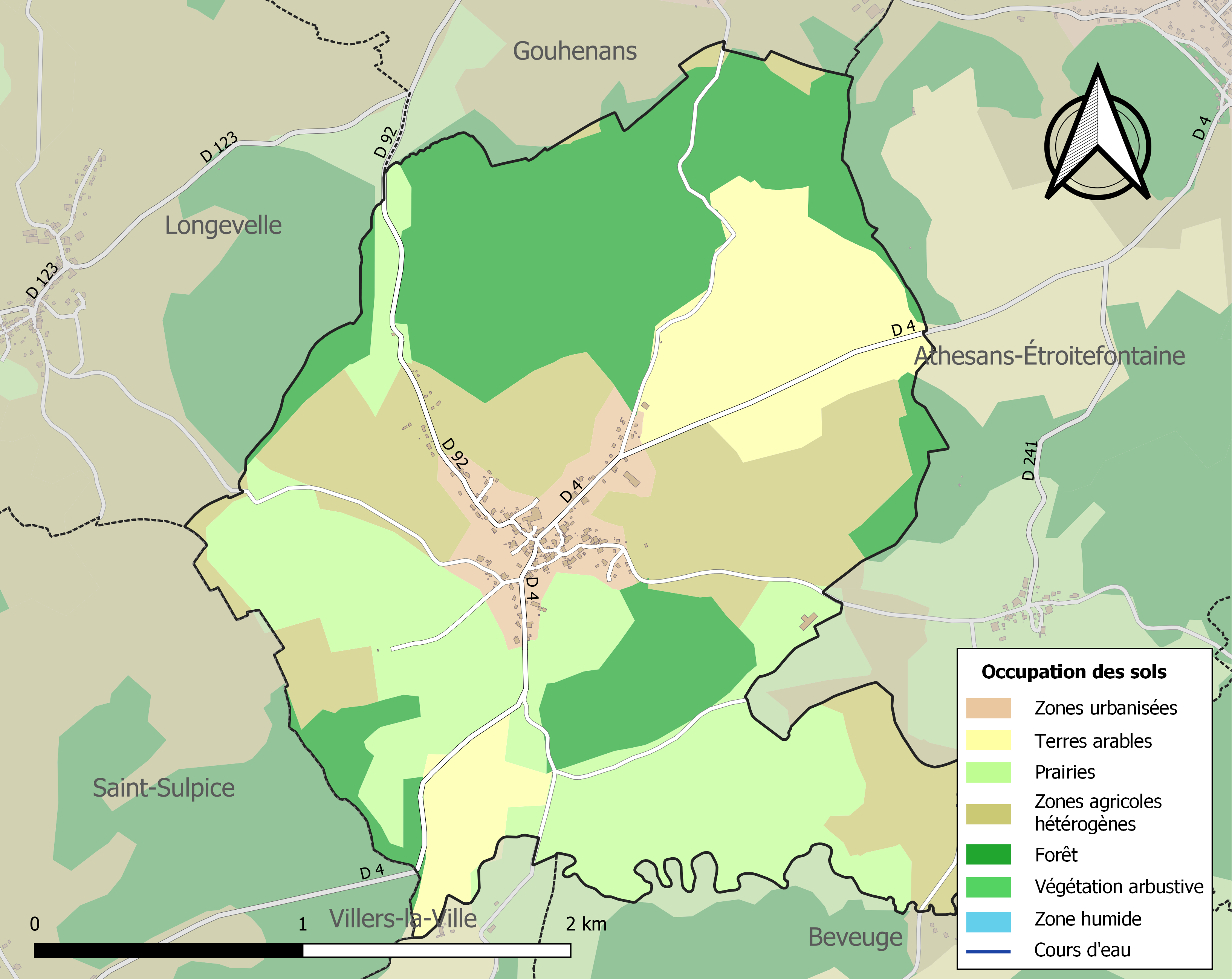
Carte des infrastructures et de l'occupation des sols de la commune en 2018 (CLC).

## Histoire
Plusieurs charbonnages, les puits de mine no 11, 14 et 15 sont creusés et exploités par les houillères de Gouhenans dans les bois situés au nord du village entre 1871 et 1899.

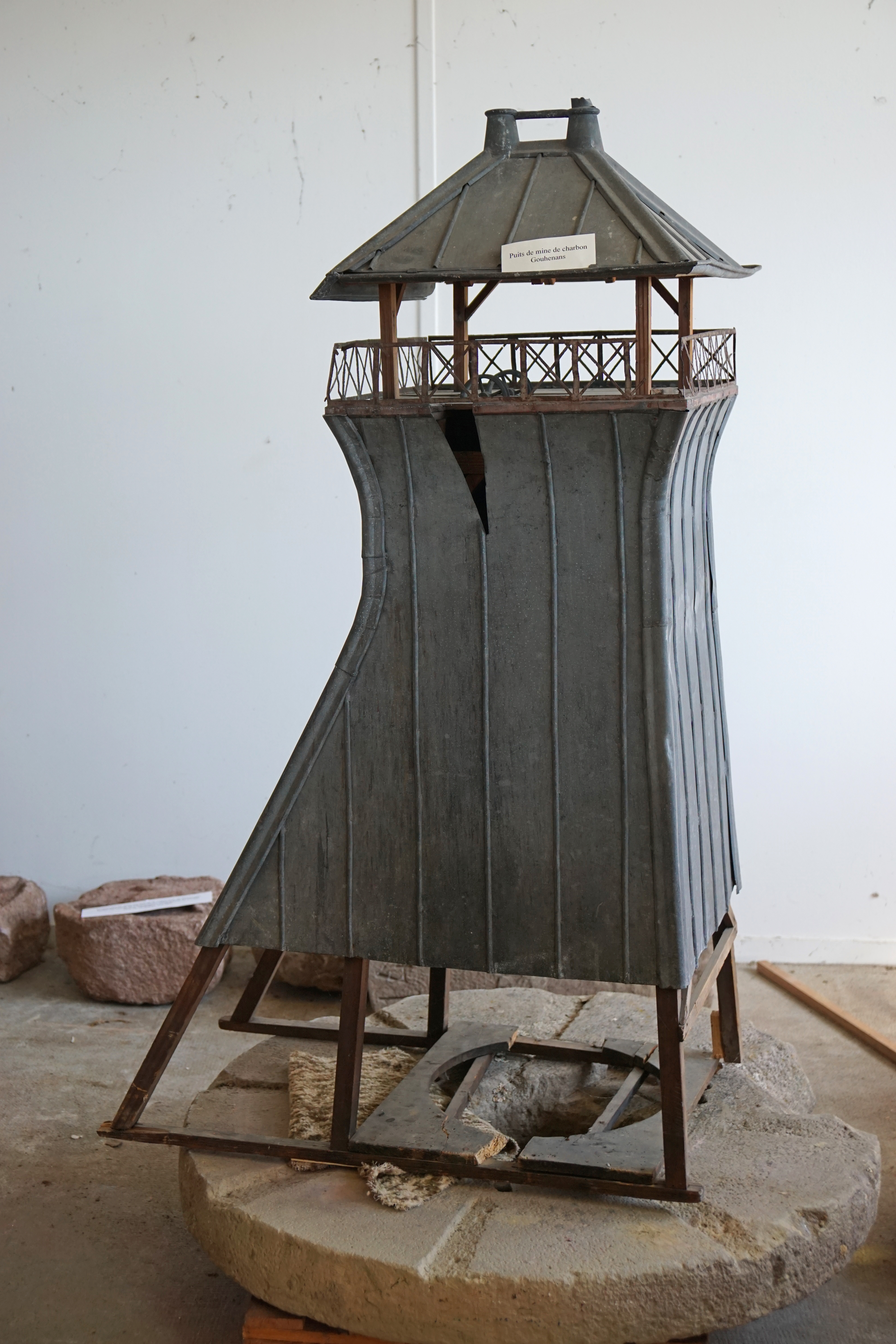
Maquette du chevalement du puits no 15.
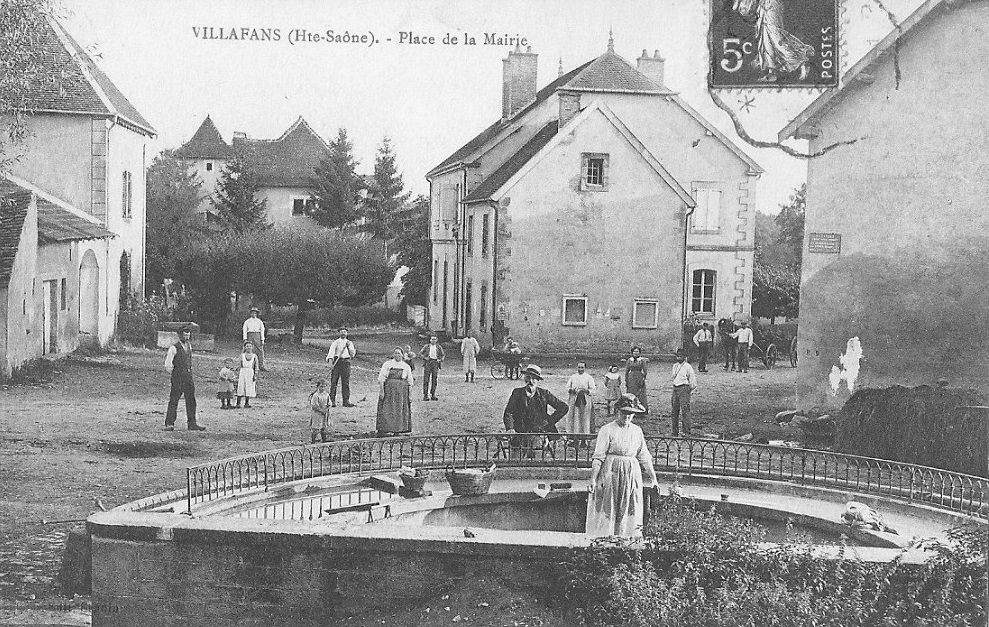
La place de la Mairie de Villafans vers 1910.

## Politique et administration

Carte départementale représentant en rouge la communauté de communes du Pays de Villersexel.

### Rattachements administratifs et électoraux
La commune fait partie de l'arrondissement de Vesoul du département de la Haute-Saône,  en région Bourgogne-Franche-Comté. Pour l'élection des députés, elle dépend de la deuxième circonscription de la Haute-Saône.
Elle fait partie depuis 1801 du canton de Villersexel. Dans le cadre du redécoupage cantonal de 2014 en France, le canton s'est agrandi, passant de 32 à 47.

### Intercommunalité
La commune est membre de la communauté de communes du Pays de Villersexel, créée le 31 décembre 1999.

### Liste des maires

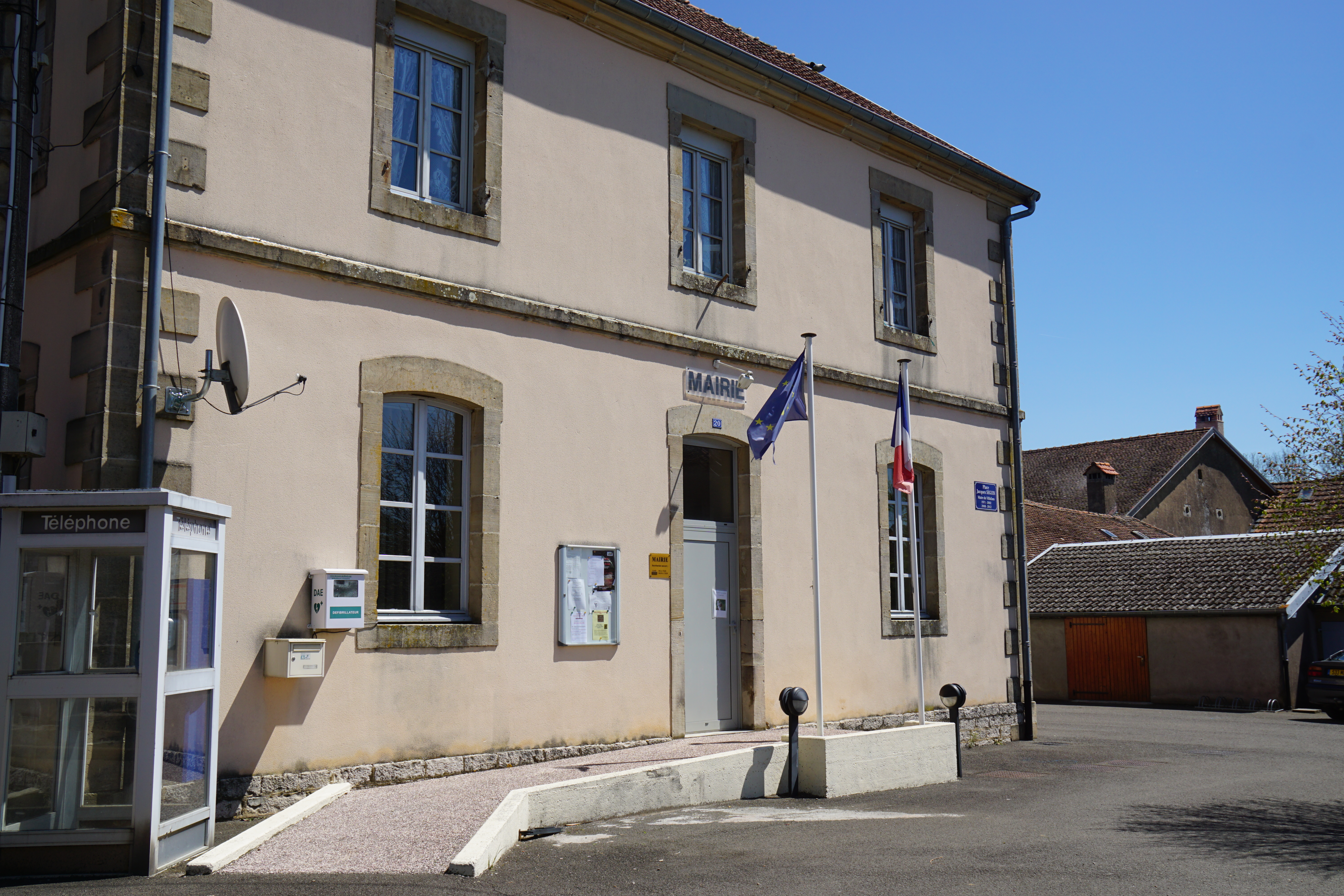
La mairie.

| Période                                  | Période                   | Identité         | Étiquette | Qualité                        |
| ---------------------------------------- | ------------------------- | ---------------- | --------- | ------------------------------ |
| Les données manquantes sont à compléter. |                           |                  |           |                                |
| 1971                                     | juin 2002                 | Jacques Seguin,  |           | Agriculteur                    |
| juin 2002                                | mars 2008                 | Gilbert Bernet   |           |                                |
| mars 2008                                | mai 2012                  | Jacques Seguin   |           | Agriculteur Décédé en fonction |
| mai 2012                                 | mars 2014                 | Gilles Vuillemin |           |                                |
| mars 2014                                | mai 2020                  | Roland Vuillemin |           |                                |
| mai 2020                                 | En cours (au 27 mai 2020) | Paul Seguin      |           |                                |

## Population et société

### Évolutions démographiques
L'évolution du nombre d'habitants est connue à travers les recensements de la population effectués dans la commune depuis 1793. Pour les communes de moins de 10 000 habitants, une enquête de recensement portant sur toute la population est réalisée tous les cinq ans, les populations de référence des années intermédiaires étant quant à elles estimées par interpolation ou extrapolation. Pour la commune, le premier recensement exhaustif entrant dans le cadre du nouveau dispositif a été réalisé en 2006.

En 2022, la commune comptait 198 habitants, en évolution de −5,71 % par rapport à 2016 (Haute-Saône : −1,4 %, France hors Mayotte : +2,11 %).
| 1793 | 1800 | 1806 | 1821 | 1831 | 1836 | 1841 | 1846 | 1851 |
| ---- | ---- | ---- | ---- | ---- | ---- | ---- | ---- | ---- |
| 291  | 319  | 334  | 323  | 400  | 375  | 368  | 387  | 428  |

| 1856 | 1861 | 1866 | 1872 | 1876 | 1881 | 1886 | 1891 | 1896 |
| ---- | ---- | ---- | ---- | ---- | ---- | ---- | ---- | ---- |
| 359  | 360  | 361  | 334  | 332  | 307  | 300  | 308  | 297  |

| 1901 | 1906 | 1911 | 1921 | 1926 | 1931 | 1936 | 1946 | 1954 |
| ---- | ---- | ---- | ---- | ---- | ---- | ---- | ---- | ---- |
| 284  | 287  | 298  | 253  | 225  | 207  | 207  | 192  | 177  |

| 1962 | 1968 | 1975 | 1982 | 1990 | 1999 | 2006 | 2011 | 2016 |
| ---- | ---- | ---- | ---- | ---- | ---- | ---- | ---- | ---- |
| 155  | 148  | 132  | 160  | 149  | 154  | 186  | 195  | 210  |

| 2021 | 2022 | - | - | - | - | - | - | - |
| ---- | ---- | - | - | - | - | - | - | - |
| 204  | 198  | - | - | - | - | - | - | - |

### Santé
L'hôpital le plus proche étant celui de Lure, de plus en plus désinvestis par les services publics au profit de celui de Vesoul, il existe aussi l'hôpital Nord Franche-Comté, implanté à mi-chemin entre Belfort et Montbéliard, à Trévenans. Il n'est pas exclu qu'à moyen terme Villafans se trouve dans un désert médical, contraignant à la fréquentation des hôpitaux de Vesoul et Trévenans, accessible en 30 minutes en voiture.

### Services
Hormis les services assurés par la mairie, la commune n'a aucun service public sur son territoire. L'ensemble des services publics sont disponibles à Lure, qui concentre le Pôle emploi, EDF, les impôts, la justice ou la bibliothèque, médiathèque et espace culturels.

### Cultes

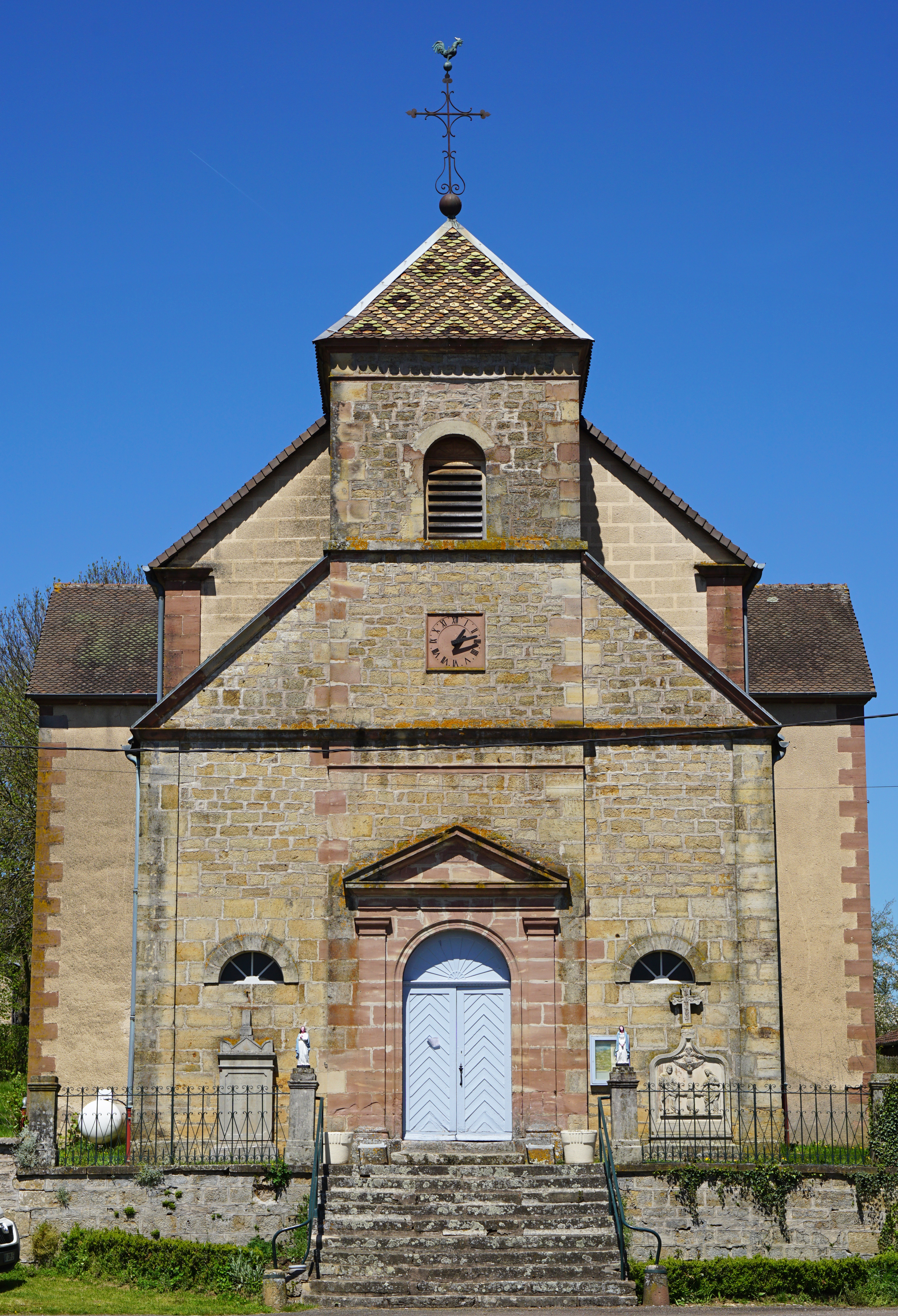
Façade du clocher.

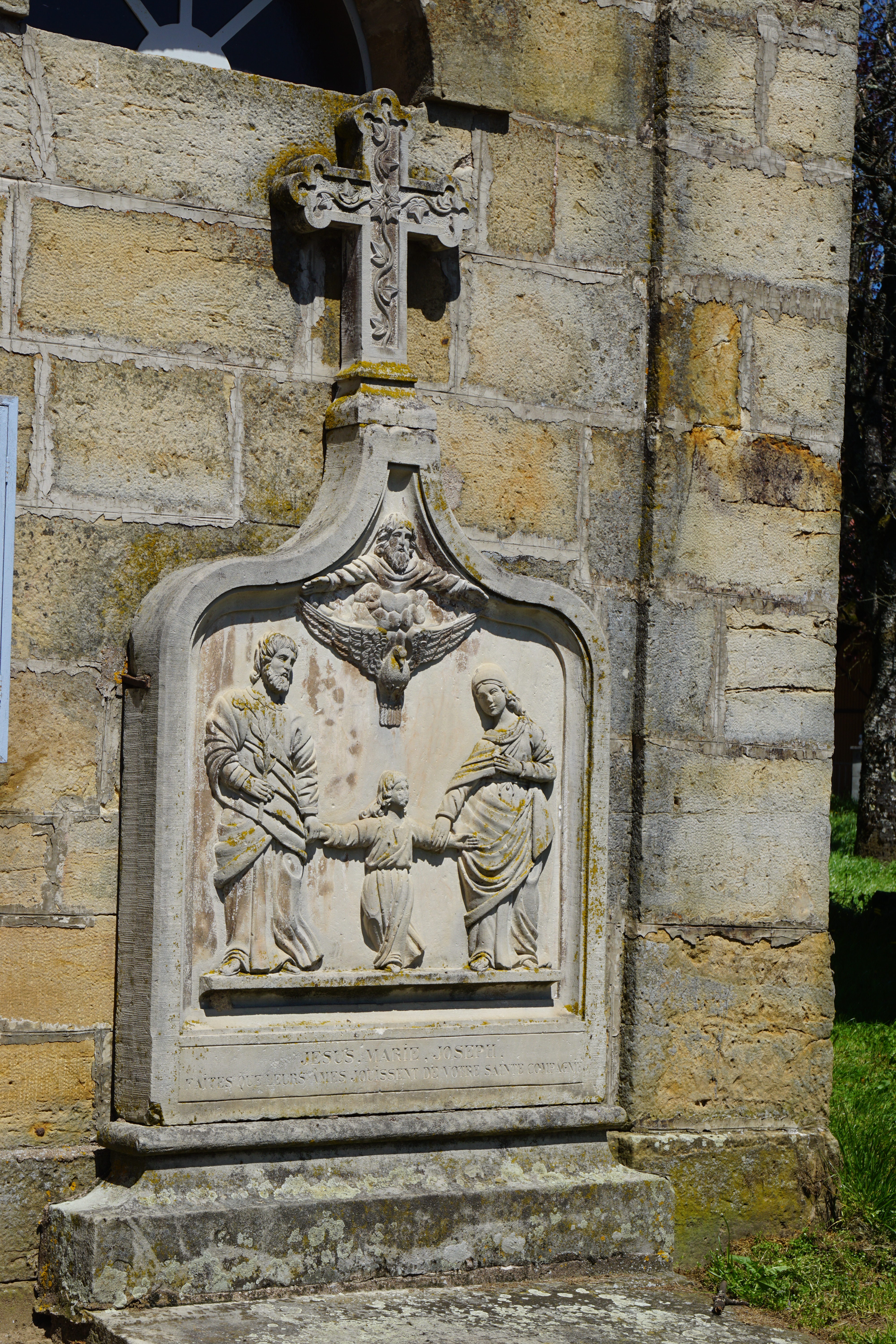
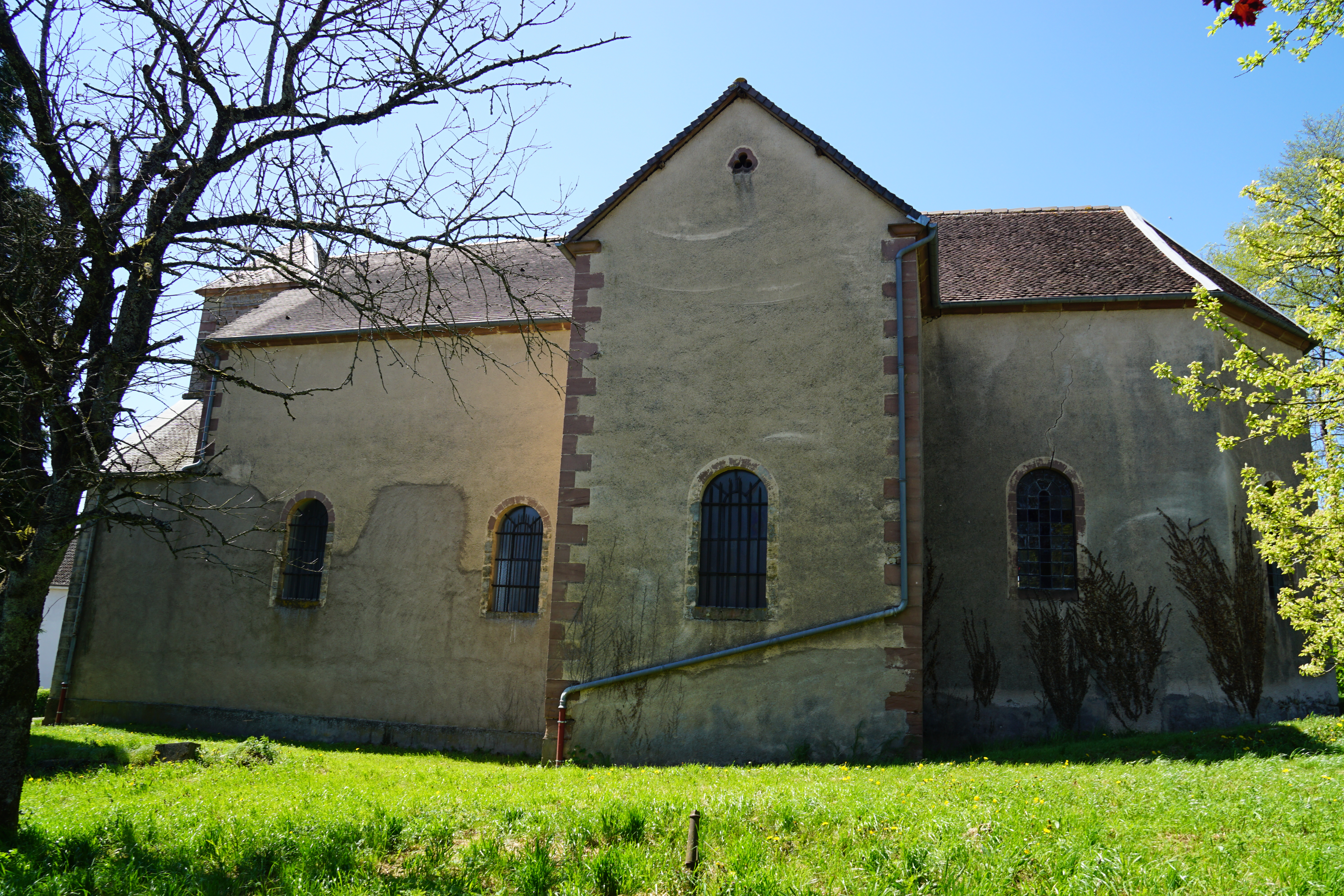
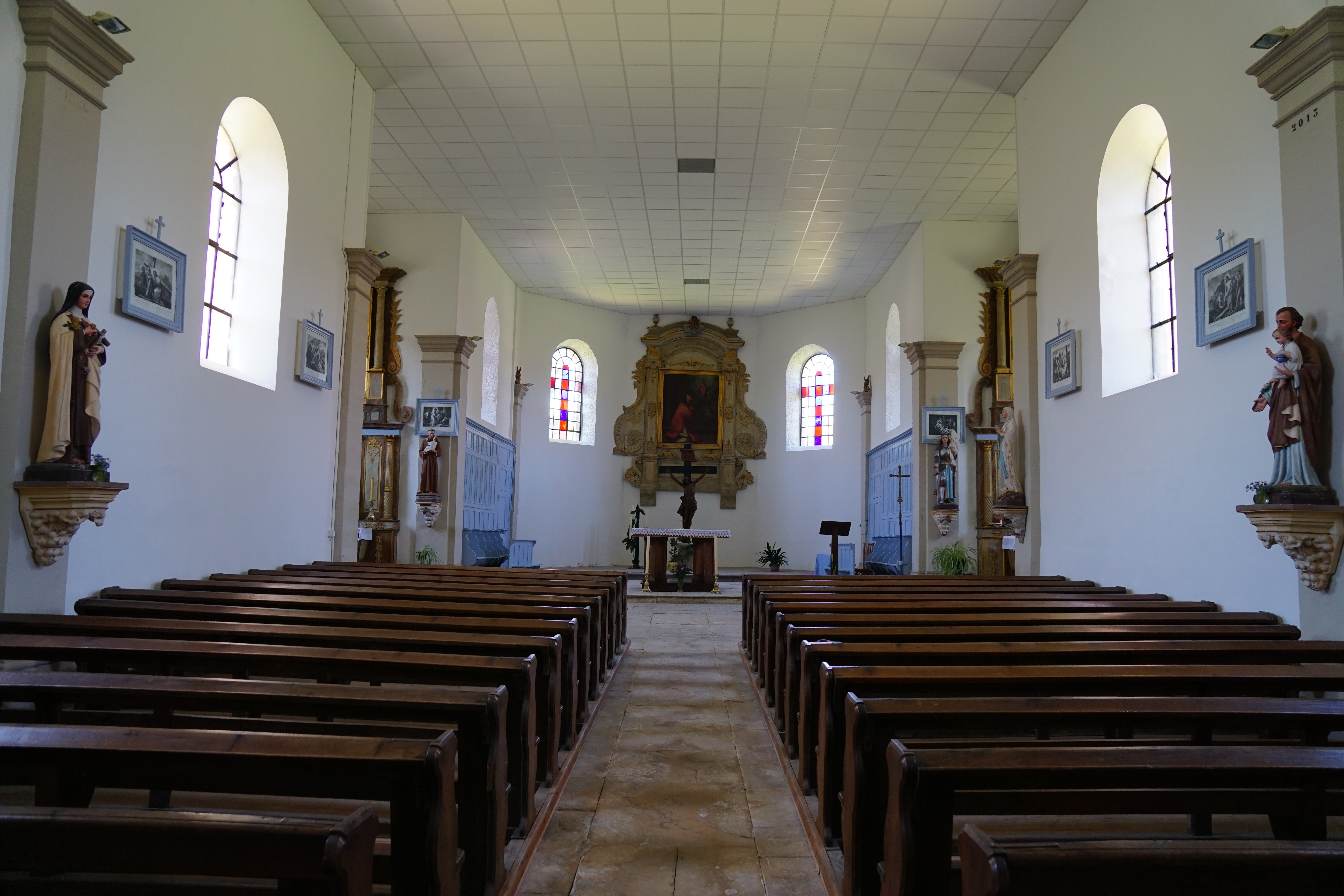

Le village dispose d'une église catholique.

## Économie
Le village dépend économiquement des deux centres urbains de Lure et de l'agglomération d'Héricourt-Montbéliard, qui offrent de nombreux emplois et sont rapidement accessibles par la double-voie expresse E 54.

## Culture locale et patrimoine

### Lieux et monuments
- L'église ;
- le monument de la Vierge ;
- le site du puits de charbon no 15, des houillères de Gouhenans ;
- le monument aux morts[24] ;
- la stèle rendant hommage au crash du bombardier B17 Roanoke Magician qui s'est écrasé au lieu-dit « Gros Bois » le 21 janvier 1945[24],[25] ;
- le lavoir, construit au XIXe siècle et rénové en 2015[26].
- L'ancienne gare des chemins de fer vicinaux de la Haute-Saône[27].

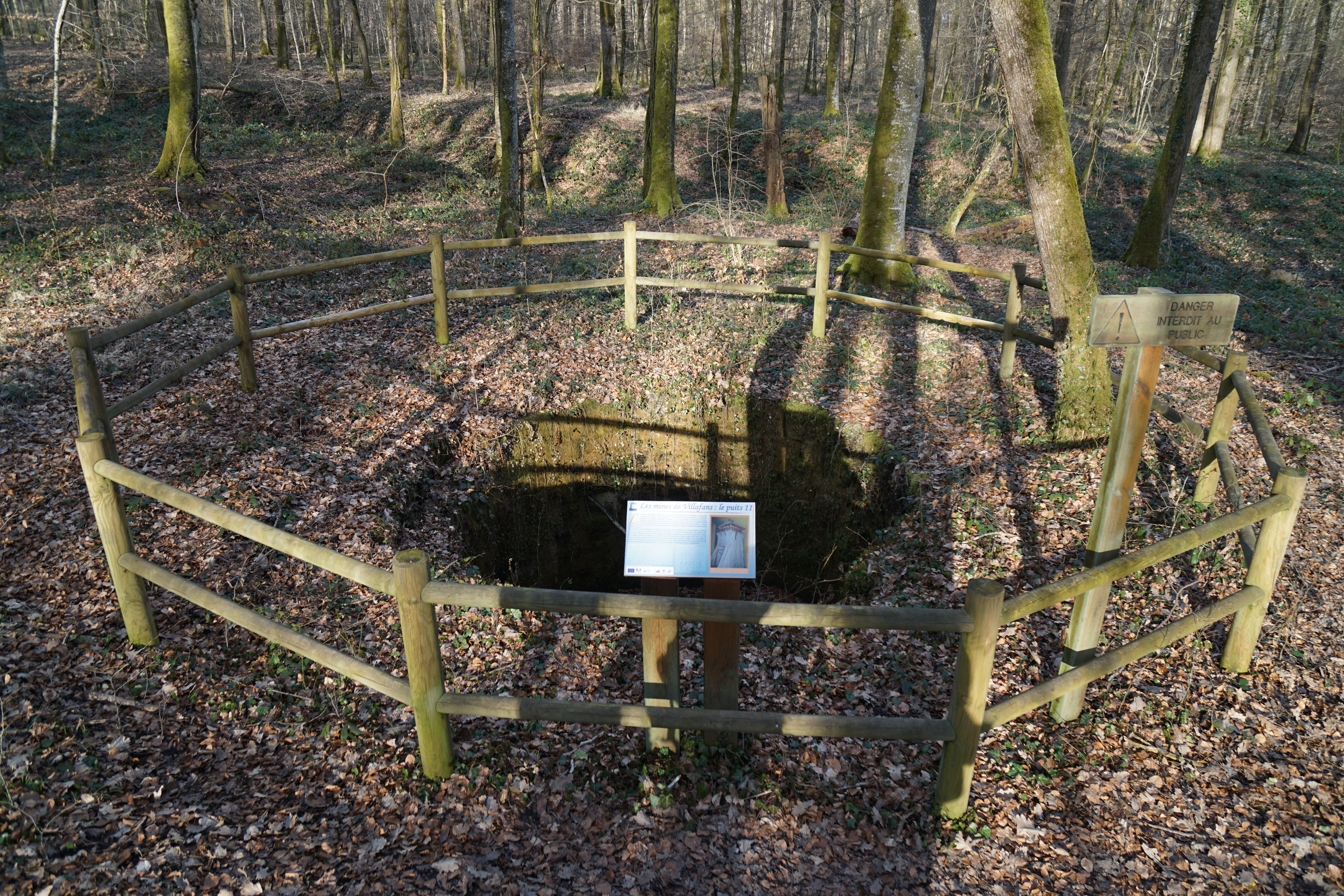
L'ancien puits no 15 aménagé.
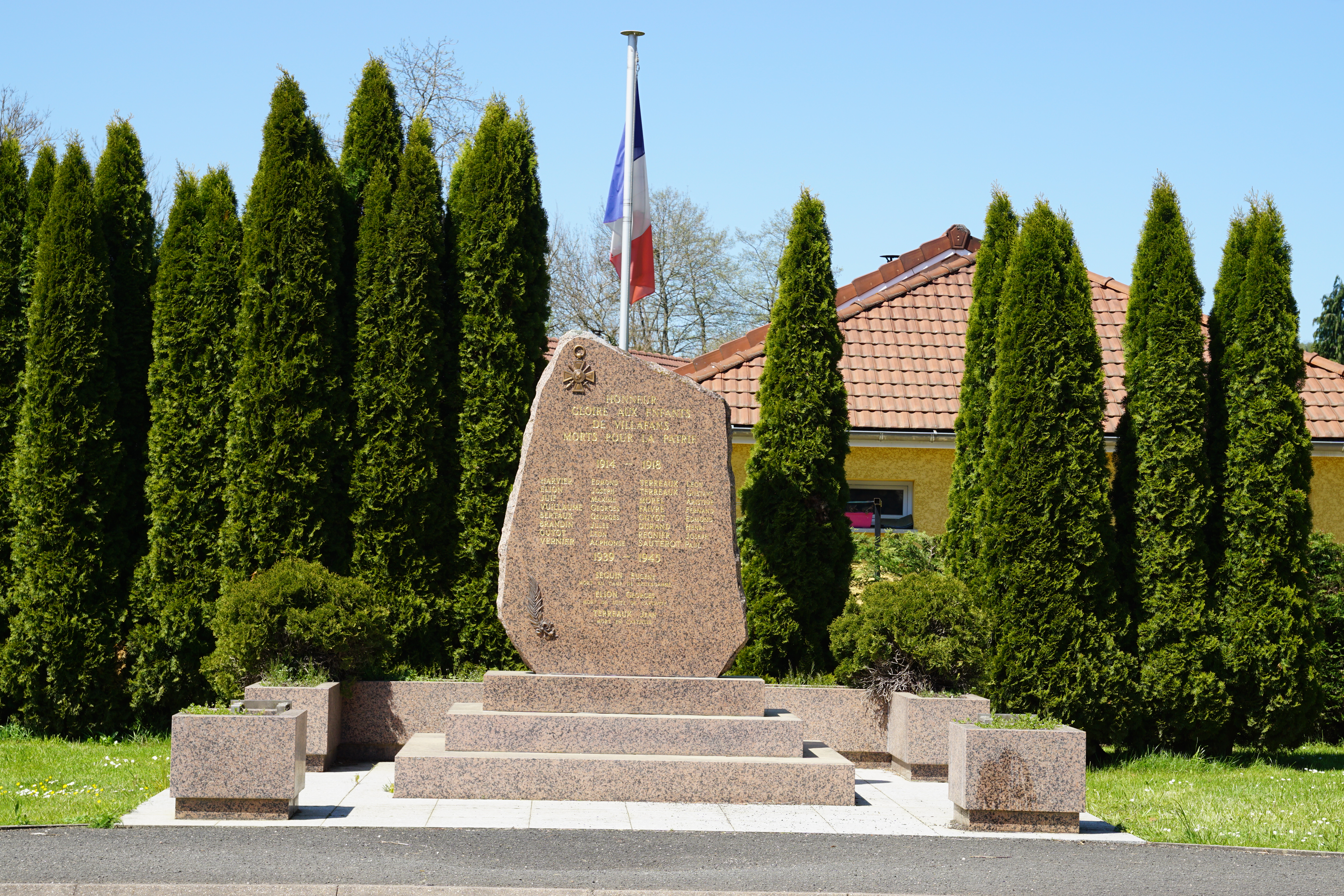
Monument aux morts.
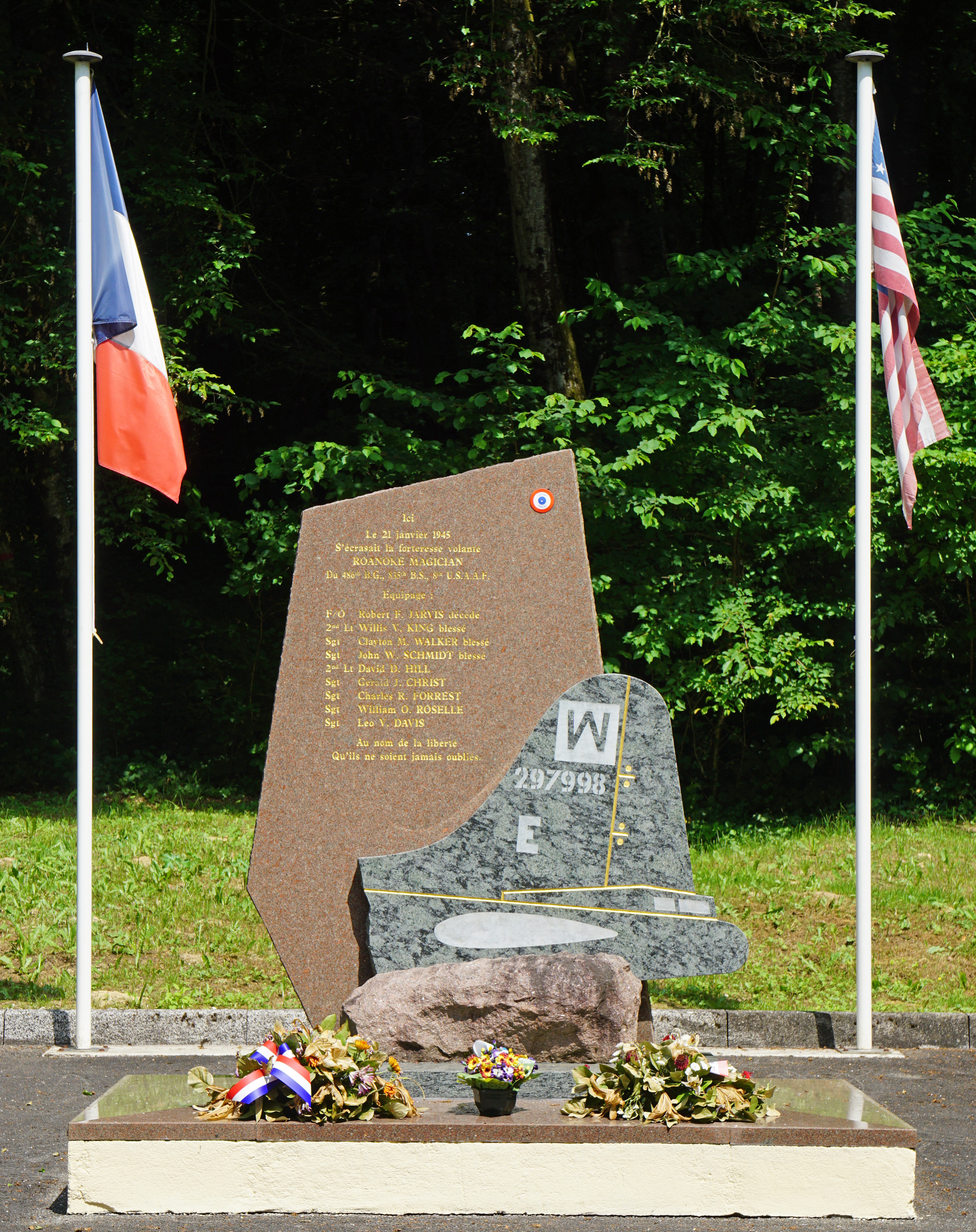
La stèle.
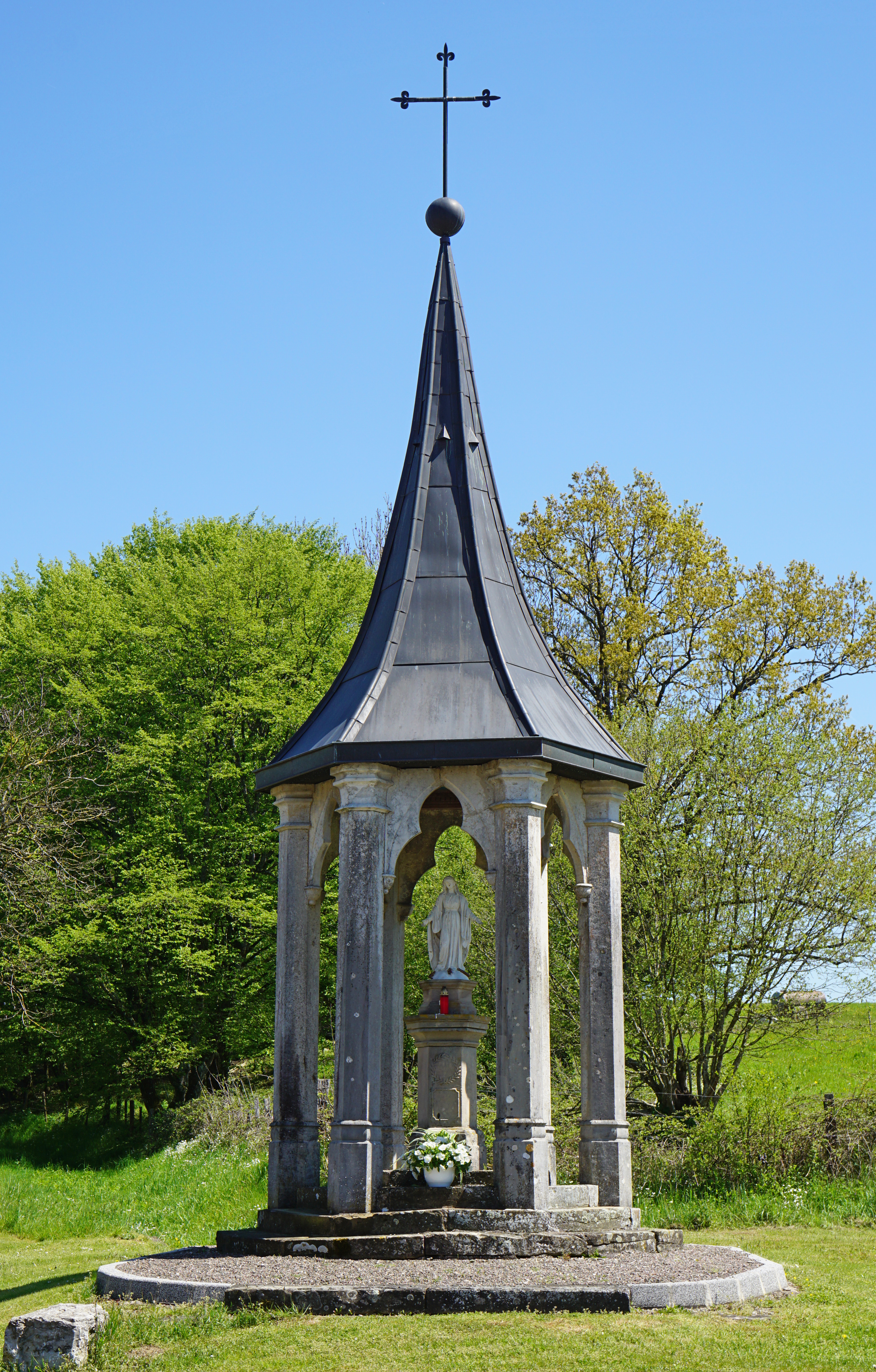
Statue de la Vierge.
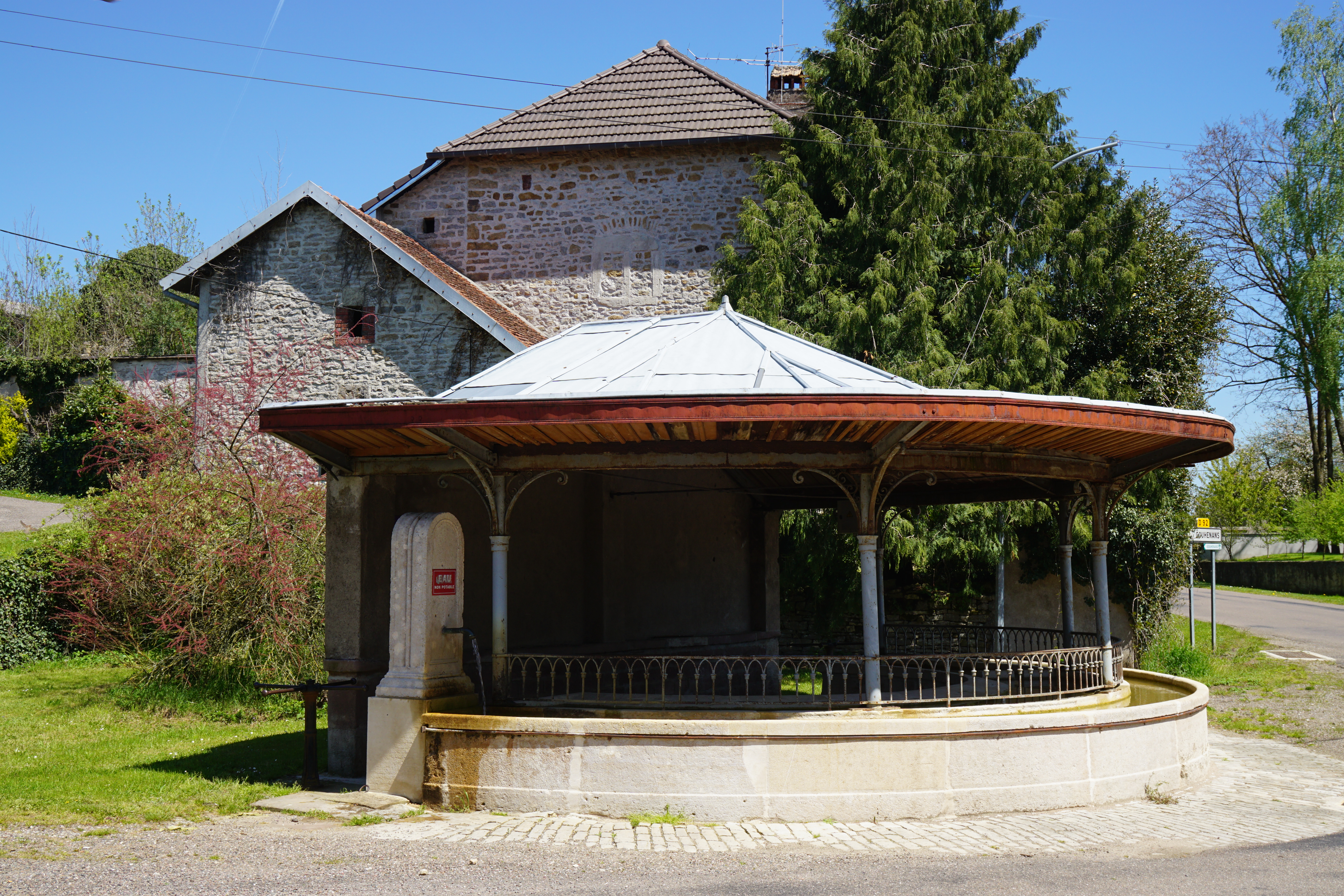
Le lavoir.
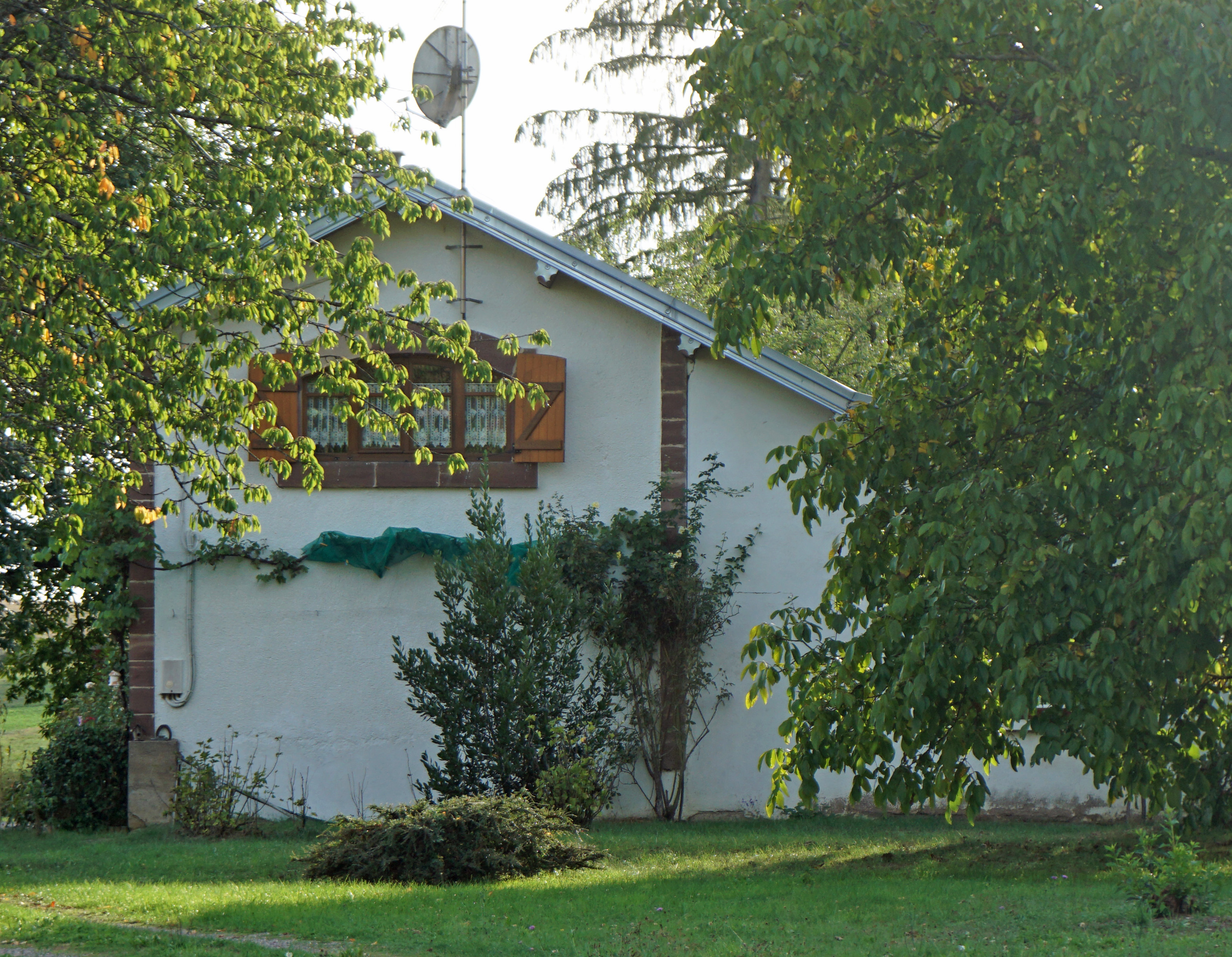
L'ancienne gare.

### Personnalités liées à la commune
- Lucien Tharradin (1904-1957), né à Villafans, homme politique, résistant, maire de Montbeliard et sénateur du Doubs.